# Chiesa e monastero di Santa Elisabetta
Il monastero di Santa Elisabetta e la chiesa ad esso annessa era un edificio religioso che sorgeva a Trapani. Venne fondato nel 1290 dalla famiglia Emmanuele. Nel 1701 vi si trasferirono le religiose dell’Ordine di Santa Chiara, che abbandonarono il proprio monastero. Oggi l’area è occupata dall'istituto tecnico commerciale di via San Michele. 

## Storia
Del monastero di Santa Elisabetta, il più antico della città, parla il nobile Giuseppe Maria Di Ferro, storico trapanese, nella sua Guida per stranieri in Trapani data alle stampe nel 1825:
(Giuseppe Maria Di Ferro, Guida per gli stranieri in Trapani, con un saggio storico, Trapani, 1825, pp. 186-187)
Pare sia stato costruito intorno al 1290, a spese della nobile famiglia Emmanuele; assieme con la chiesa annessa fu abitato dalle monache del Terz'ordine francescano. La chiesa è stata ricostruita nel 1745, secondo il progetto dell'architetto Giovanni Biagio Amico. Nel 1761, gli ingegneri Paolo Rizzo e Luciano Gambina restaurarono la torre con l'arco sottostante del monastero.
Nel sito si trovava - in base a quanto afferma padre Benigno di Santa Caterina - una fonte di acqua minerale, molto salutifera. Tradizione vuole che il monastero sia stato fondato nella casa ove nacque Sant'Alberto degli Abbate: gli Emmanuele, fondatori del cenobio, erano infatti eredi della famiglia Abbate. I lavori per la ricostruzione della chiesa furono affidati dall'architetto Giovanni Biagio Amico al capo mastro Giuseppe Giammarinaro, per la somma di once 121 (come si ricava dall'atto del 30 giugno 1745 rogato dal notaio Matteo Verdirame). Il campanile della chiesa, che era a forma di torre, terminante a guglia, formava un arco nella via santa Elisabetta. Nei primi del XX secolo chiesa e monastero vennero abbattuti perché dichiarati pericolanti.